# Ayuntamiento de Denham Springs
El ayuntamiento de Denham Springs, también conocido como el antiguo ayuntamiento de Denham Springs, es un edificio histórico ubicado en 115 Mattie Street en Denham Springs, en el estado de Luisiana (Estados Unidos).

## Historia
Construido a fines de la década de 1930 por la WPA y utilizado por última vez en la década de 1980, el edificio es una estructura de concreto de dos pisos en estilo Art Deco . A fines de 2008 se completó una restauración completa, que costó unos 695 000 dólares, y el 17 de abril se llevaron a cabo ceremonias de nueva dedicación. El edificio ahora sirve como oficina de turismo, donde se distribuyen mapas e información a las personas que visitan Antique Village. El edificio original albergaba las oficinas del alcalde y del alguacil, la biblioteca y la cárcel.
El edificio se incluyó en las listas del Registro Nacional de Lugares Históricos de Luisiana el 16 de abril de 1993. 